# 디바제시카
디바제시카(본명: 이승주, 한국 한자: 李承柱, 영어: Deeva Jessica, 1983년 10월 15일 ~ )는 대한민국의 방송인으로. 前 아프리카TV BJ였으며, 현재는 유튜브와 카카오TV의 크리에이터로 활동 중이다. 2024년 9월 기준으로 유튜브 채널의 구독자 수는 249만 명이며, 한국 유튜브 채널 중 101위에 올라있다.

## 학력
- 내정초등학교 (졸업)
- 내정중학교 (졸업)
- 분당대진고등학교 (졸업)
- 한국외국어대학교 영어과 통번역학 전공 (졸업)

## 이력
5년 동안의 미국 유학 생활을 마친 그녀는 외국계보험 회사에 근무 첫 입문하였고 2014년부터는 EBS 한국교육방송공사에서 영어 강사로도 활약하고 있다. 주요 제작 콘텐츠는 영어 회화이며, 부 콘텐츠로는 미스터리, 국내외 사건 이슈, 각종 분야 TOP 10을 선별하여 다루고 있다. 2015년에는 개그맨 김영철과 함께 MBC의 설 특집 파일럿 프로그램 《마이 리틀 텔레비전》에 게스트로 출연하였으며, 이후에도 《김영철의 뻔뻔한 여행》, 2016년 《오 잉글리시》 영어학습 방송에 출연했다.
2010년대 중반에는 미국 문화 및 영어 컨텐츠를 중심으로 소통을 하였으나 최근에 들어서는 주로 미스터리 및 추리 등에 대한 이야기 등으로 카카오티비와 유튜브 구독자들과 소통을 하고 있다. 또한 디바제니와 함께 진행하는 예능형 유튜브 채널인 <디바 걸스>도 운영중이다.

## 저서

### 저술
- 《디바제시카의 미드나잇 잉글리시》(2016, ISBN 9791159240096)

## 기타 이력
- SC제일은행 파견 인턴 근무
- 2013년 아프리카TV 교육부문 베스트 BJ[3]
- 2014년 아프리카TV 교육부문 베스트 BJ[3]
- 2015년 아프리카TV 교육부문 베스트 BJ[3]
- 2014년 인천 아시안 게임 장내 캐스터
- 2015년 JEI English TV 《제시카의 色다른 영어》, 《소셜러닝쇼 영어를 부탁해》 진행
- 2016년 리우 하계 패럴림픽 홍보대사
- 2017년 쉐보레 올 뉴 크루즈 신차 발표회 진행 및 화보 촬영
- 2020년~ 성균관대학교 글로벌융합학부 겸임교수
- 2021년~ 세종사이버대학교 콘텐츠창작학부 겸임교수

## 방송
- 2023년 MBC 《심야괴담회》 - 74회 게스트